# Keçiboynuzu İbrahim Hilmi Pascià
Keçiboynuzu İbrahim Hilmi Pascià (İstanbul, 1747 – İstanköy, 17 giugno 1825) è stato un politico e militare ottomano.Il suo epiteto, "Keçiboynuzu", significa "carruba", presumibilmente fragile come le carrube. Era figlio di un ufficiale dei giannizzeri e ricoprì vari gradi in questo corpo fino a quando non divenne comandante in capo o agha.
Dopo la revoca dell'incarico di gran visir a Bostancıbaşı Hafız İsmail Pascià (13 ottobre o 14 novembre 1806, secondo le fonti) fece un tentativo militare e fu nominato al suo posto. Dopo la dichiarazione di guerra alla Russia il 22 dicembre 1806, come serdar ottomano (generale in capo) guidò una forza di giannizzeri e volontari contro le forze zariste, a Silistra (maggio 1807) ma impedì qualsiasi attività militare. Il 25 maggio scoppiò una rivolta contro Selim III e dopo aver appreso la notizia i giannizzeri si unirono alla ribellione. Ibrahim Hilmi fuggì a Rusçuk il 3 giugno 1807 e fu formalmente sollevato dall'incarico il 18 giugno.
In seguito ha ricoperto vari incarichi come governatore. Morì nel 1825.